# آکادمی آمبرلا (مجموعه تلویزیونی)
آکادمی آمبرلا (به انگلیسی: The Umbrella Academy)، یک مجموعهٔ اینترنتی آمریکایی در ژانر ابرقهرمانی علمی–تخیلی است که بر اساس کتاب مصوری به همین نام اثر جرارد وی و گبریل بو، توسط استیو بلکمن و جرمی اسلیتر ساخته شده‌است. داستان دربارهٔ خواهر و برادران یک خانواده است که همگی قدرت‌های فراطبیعی دارند و پس از مرگ پدرشان، باید از راز مرگ او پرده بردارند. الیوت پیج، تام هاپر، رابرت شیهان، مری جی. بلایژ، کمرون بریتون، جان ماگارو، آدام گادلی و کلم فیور و آیدان گلگر ستارگان این مجموعه هستند.
آکادمی آمبرلا از محصولات اصلی نت‌فلیکس است. فصل نخست مجموعه ۱۰ قسمت و در تاریخ ۱۵ فوریهٔ ۲۰۱۹ پخش شد. مجموعه با واکنش مثبت منتقدان و استقبال بسیار بالای تماشاگران همراه بود و به ویژه از نظر فضاسازی و عملکرد تیم بازیگری مورد تحسین قرار گرفت. پس از موفقیت‌های فصل نخست، نت‌فلیکس رسماً سریال را برای فصل دوم تمدید کرد. فصل دوم سریال در ده قسمت و در تاریخ ۳۱ ژوئیه ۲۰۲۰ پخش شد.فصل سوم در ۲۲ ژوئن ۲۰۲۲ پخش شد.

## خلاصه داستان
اعضای یک خانواده که همگی قدرت‌های فراطبیعی دارند، پس از مرگ پدرشان باید پرده از راز مرگ او بردارند. رازی که با تهدید بزرگ برای جهان مرتبط است.

## بازیگران
- الیوت پیج
- آیدان گلگر
- جاستین اچ.مین
- تام هاپر
- رابرت شیهان
- مری جی. بلایژ
- کمرون بریتون
- جان ماگارو
- آدام گادلی
- کلم فیور